# NGC 6109
NGC 6109 ist eine 13,0 mag helle linsenförmige Galaxie mit aktivem Galaxienkern vom Hubble-Typ S0 im Sternbild Corona Borealis am Nordsternhimmel. Sie ist schätzungsweise 402 Millionen Lichtjahre von der Milchstraße entfernt und hat einen Durchmesser von etwa 115.000 Lichtjahren.
Im selben Himmelsareal befinden sich u. a. die Galaxien NGC 6107, NGC 6108, NGC 6110, NGC 6112.
Die Typ-Ia-Supernovae SN 2003ia und SN 2010an wurden hier beobachtet.
Das Objekt wurde am 7. Juli 1880 von Édouard Stephan entdeckt.